# Hergla (delegación)
Hergla es una delegación de la gobernación de Susa en Túnez. En abril de 2014 tenía una población censada de 9343 habitantes.
Se encuentra ubicada al noreste del país, junto al litoral del mar Mediterráneo y al sur de la península del cabo Bon.